# Shihezi
Shihezi (chinês: 石河子, pinyin: Shíhézǐ, lit. ‘margens pedregosas’) é uma sub-prefeitura com nível de cidade na província de Sinquião, na China.
Localiza-se a 134 km da capital da província (Urumqi), possuindo uma população de 650 mil habitantes, dentre os quais 620 mil são compostos por chineses da etnia han.